# 麻雀CLUB90's
『麻雀CLUB90's』（マージャンクラブ90'S）は、日本物産がアーケードゲームとして開発、1990年10月に発売した脱衣麻雀ゲームである。なお、メーカー公式サイト上には『クラブ'90』のタイトル名が示されている。

## 概要
アーケード脱衣麻雀によくある、成績に応じて購入可能な使い切りタイプのイカサマ技に加え、攻略済みキャラクターを最大2人まで味方（文献ではサポートと呼ぶ）につけることで、そのキャラクターの持つ永続タイプのイカサマ技を使用可能となっている。また、サポートは対戦相手を替える際に変更可能、また攻略順序はプレイヤーの任意選択である。そのため、どの順に攻略するか、どの対戦相手に誰をサポートにして臨むかといった点で戦略に幅を持たせている。

## ゲームシステム
メニュー画面にて対戦相手を選択する。既に攻略済みのキャラクターがいれば、対戦相手を選択する前に選択することで、最大2人までサポートに付けることが可能である。なお、メダル（後述）を持っている場合は、使い切りタイプのイカサマ技を購入するために、自動販売機を選択することも可能である。
対戦相手を選択後、麻雀の対戦が始まる。麻雀のルールは、二人打ち、開始時の持ち点は1500点、アリアリ、ウラあり、槓ドラあり、槓ウラあり、となっている。なお、役満の点数は一律4倍満（ダブル役満等は無し）となっている。
プレイヤーが上がると、上がり回数に応じて2段階の脱衣画面が表示される。上がり1回目であれば、続いて次の局に突入するか、一度メニューに戻るかの選択が行われる。上がり2回目（対戦相手によっては3回目）であれば攻略済み扱いとなり、味方になったことを示すメッセージが表示される。なお、使い切りタイプのイカサマ技を購入する際に必要なメダルは、メニューに戻る際に、持ち点1500点または端数ごとにメダル1枚という換算レートで払い出される。そのため、上がり1回目の後、メダルの払い出しを行ってメニューでイカサマ技の購入あるいは味方キャラクターの変更を行うか、使い切りイカサマ技の効果を保ったまま次の局に挑むかという点は、戦略の一要素となっている。
対戦相手が上がると、持ち点が残っている場合はメニューに戻らずに次の局に移る。持ち点が0点以下になればゲームオーバーとなる。また、ゲームオーバー時にサポートを付けている場合は、味方ではなくなってしまい、直後の対局ではサポートに付けられない。なお、2人を味方に付けている場合は、2人目に選択したキャラクターだけが味方でなくなる。この際、味方でなくなったキャラクターは服を一段階着てしまい、再びサポートに付けたければ対局して勝たなければならない。
2人攻略（キャラクターは任意）および5人攻略すると、特別対戦がメニューで選択可能となる。特別対戦では1局清算ごとにメニューに戻り、規程局数上がることに成功すると、クリア扱いとなり、クレジットがサービスされる。
- 前者の特別対戦は、規程局数は4局で1クレジットサービスである。黄緑色の髪の双子の女の子が表示される。
- 後者の特別対戦は、規程局数は5局で3クレジットサービスである。攻略対象5人の一斉画像が表示される。

なお、サポートを付けて特別対戦に挑み、負けると、味方を1人失うこととなるが、それによって攻略人数が規程を満たさなくなると、その特別対戦は選択できなくなる。また、特別対戦では規程局数上がった段階でご褒美画像が表示されるようになっている。
5人攻略後の特別対戦をクリアすると、ゲームの最初からループする。

## 登場キャラクター
攻略対象キャラクターには名前は設けられていない。文献ではチェスの駒の名称で区別している。
なお、いずれの女の子も最終的な脱衣グラフィックは、下半身は下着一枚、上半身は着衣なしとなっている（本作はJAMMA規制前の作品）。また、脱衣状態はメニュー画面（対戦相手の選択画面）でも確認可能となっている。ミス・ポーン、クィーンは3回勝ち、ミス・ルーク、ナイト、ビショップは2回勝てば「エッチね。」の声とともに裸が見られる。
ミス・ポーン（Miss Pawn）
ミュールの靴と、手にソフトドリンクを持った、ウェイトレス姿のオレンジ色の髪の女の子。最初はおさげで勝つとおさげだった髪を普通にする。イカサマ技は、相手の待ち牌読みである。対戦相手として登場するときは、プレイヤーが立直を掛けている場合にのみ待ち牌読みを行う。サポートとして登場するときは、相手が立直していない場合でも聴牌時点で待ち牌を教えてくれる。
ミス・ルーク（Miss Rook）
赤いハイヒールと、ジーンズ姿の髪の長い、緑髪の女の子。イカサマ技は、配牌交換である。
ミス・ナイト（Miss Knight）
白い靴とサングラスに白色の薄い衣装姿の紫髪の女の子。イカサマ技は、ラストチャンスである。流局時、プレイヤーが聴牌している場合は、4牌余分に自摸ることが可能となる。
ミス・ビショップ（Miss Bishop）
黒い長髪にかんざしと和服姿の女の子。イカサマ技は、鳴いても副露の扱いにならず、その牌を手牌に組み込むというものである。役なしであっても、門前聴牌ならば当たり牌を鳴いて手牌に組み込んだ後にツモ上がりとすることも可能である。なお、相手の立直宣言牌を鳴いても一発消しにはならない。
ミス・クィーン（Miss Queen）
白いハイヒールと麦わら帽子を身に着けた、ワインを片手に持った金髪巨乳の女の子。イカサマ技は、「念力自摸」である。毎順、高確率で有効牌をツモることが可能となっている（孤立牌は対子または搭子に、搭子は面子になる確率が高い）。

## イカサマ技
対戦相手の選択画面で自動販売機を選択することで、メダルを用いて使い切りタイプのイカサマ技を購入することが可能となっている。発動させるかどうかをプレイヤーが決定できるタイプのイカサマ技は、発動させなければ自動的に次局に持ち越される。前局からの持ち越しおよび今回購入のイカサマ技は、メニュー画面の中央に設けられたテーブル上に、アルコール瓶の形で表示される。
対戦相手選択一度に対して、自動販売機で購入可能なイカサマ技は1つのみである。また、同じイカサマ技を複数回分保持することはできない。例えばワインを購入し、未使用状態で自動販売機に入ると、ワインは売り切れとなっており、2度目のワイン購入は行えない。
ビール
対戦開始時の持ち点が5000点になる（通常は1500点）。なお、自動発動技でゲーム開始時に必ず消費される。
ワイン
自摸選択画面でスタートボタンを押すと流局にすることができる。
バーボン
立直を掛けた相手と手牌交換を行うことができる。手牌交換を行わない場合は消費されない。
スコッチ
立直を掛けると99%の確率で一発自摸で和了することができる。立直を掛けた次の順で自動発動となっており、上がれなかった場合（稀に経験する）でも消費される。
ブランデー
捨て牌選択状態でロンボタンを押すと、100%の確率で和了することができる。不聴状態であっても爆発の様なものが表示されたのち、手牌が強制的に変更され上がることができる。